# Comuna Koprivnički Bregi, Koprivnica-Križevci
Koprivnički Bregi este o comună în cantonul Koprivnica-Križevci, Croația, având o populație de 2.381 de locuitori (2011).

## Demografie
Componența etnică a comunei Koprivnički Bregi
     Croați (97,77%)
     Sârbi (1,34%)
     Necunoscut (0,29%)
     Neclasificat (0,42%)
Componența confesională a comunei Koprivnički Bregi
     Catolici (96,18%)
     Ortodocși (1,47%)
     Necunoscută (1,34%)
     Alte religii (1,01%)
Conform recensământului din 2011, comuna Koprivnički Bregi avea 2.381 de locuitori. Din punct de vedere etnic, majoritatea locuitorilor (97,77%) erau croați, cu o minoritate de sârbi (1,34%). Apartenența etnică nu este cunoscută în cazul a 0,29% din locuitori. Din punct de vedere confesional, majoritatea locuitorilor (96,18%) erau catolici, cu o minoritate de ortodocși (1,47%). Pentru 1,34% din locuitori nu este cunoscută apartenența confesională.